# Castello (Valsolda)

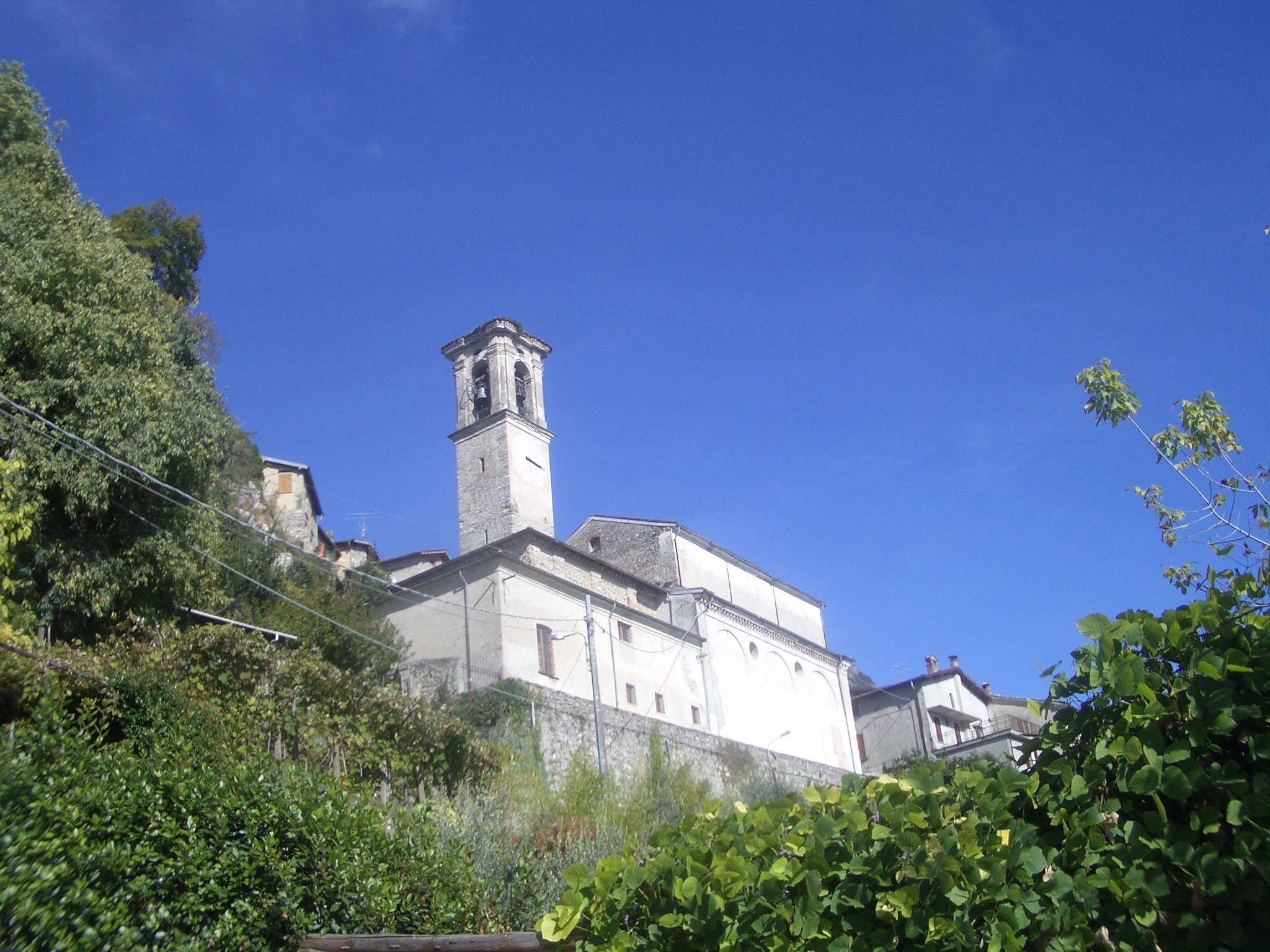
Pfarrkirche San Martino

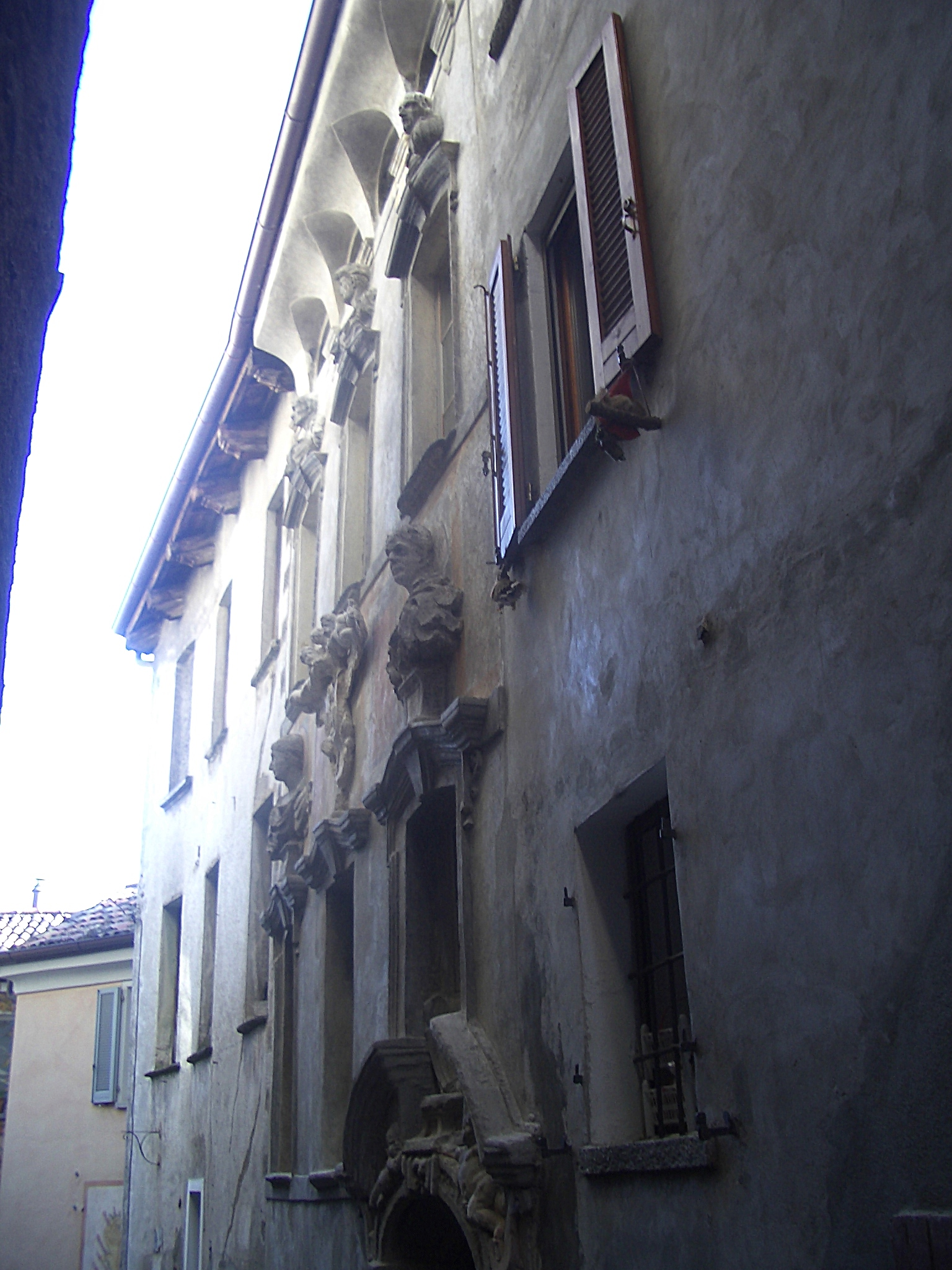
Wohnhaus und Museum Pagani

Castello ist eine Fraktion der italienischen Gemeinde Valsolda in der Provinz Como, Lombardei.

## Geographie
Castello liegt am nordöstlichen Arm des Luganer Sees in den Luganer Voralpen auf 451 m s.l.m. zwischen Lugano und Porlezza nur wenige Kilometer von der Grenze zwischen Italien und der Schweiz entfernt. Der Ort zählte im Jahr 2022 knapp unter 60 Einwohner. Es gibt einige Ferienhäuser, der Tourismus ist das Hauptgeschäft. Castello ist von Porlezza her mit dem Auto über eine Hauptstraße in zwanzig Minuten erreichbar.
Die angrenzenden Fraktionen sind: Loggio, Drano, Dasio und Puria.

## Geschichte
Castello war lange Zeit eine unabhängige Gemeinde innerhalb der sogenannten Dodici Terre, (deutsch etwa Zwölf Länder oder Zwölf Ortschaften) (Albogasio, Casarico, Cima, Cressogno, Dasio, Drano, Loggio, Oria, Puria, und Bisnago, wobei letzteres auch als Roncaglia bekannt ist und auf der anderen Seite des Sees liegt), die die Dorfgemeinschaft Valsolda bildeten. Letztere unterstand seit 1240 dem Erzbischof von Mailand, der sie zusammen mit der Pieve von Porlezza von Kaiser Friedrich II. erhalten hatte. Noch im Laufe des 13. Jahrhunderts errang die Dorfgemeinschaft eine gewisse Unabhängigkeit vom Erzbischof, was sich in der Niederschrift von eigenen Statuten niederschlug, die Ende des 14. Jahrhunderts vom Reichsvikar Gian Galeazzo Visconti reformiert wurden.
Während der spanischen Herrschaft im 16. und 17. Jahrhundert hatte Castello nur begrenzte Möglichkeiten der kommunalen Selbstverwaltung. Die meisten öffentlichen Aufgaben wurden vom Consiglio generale von Valsolda übernommen.
Während des napoleonischen Königreichs Italien wurde Castello mit seinen 144 Einwohnern mit dem Dekret vom 8. Juni 1805 mit der Gemeinde Albogasio zusammengefasst. 1816, nach der Gründung des Königreichs Lombardo-Venetien, wurde Castello wieder zur selbstständigen Gemeinde. 1853 zählte sie 213, 1861 noch 204 Einwohner.
Nach der Gründung des Königreichs Italien nahm die Gemeinde 1862 den Namen Castello Valsolda an. 1927 wurde die Gemeinde Castello Valsolda Im Zuge der faschistischen Gemeindereform aufgelöst und mit den Gemeinden Albogasio, Cressogno, Dasio, Drano und Puria zu der neuen Gemeinde Valsolda zusammengelegt.

## Sehenswürdigkeiten
- Die Pfarrkirche San Martino, deren Ursprünge bis ins 9. Jahrhundert zurückreichen, wurde zwischen 1578 und 1602 im Stil des Barock vollständig umgebaut. Die schlichte einschiffige Hallenkirche mit einem Campanile hat sechs Seitenkapellen und ein Tonnengewölbe. Innen ist die Kirche vollständig mit Wandgemälden ausgestattet. Das Gewölbe ist mit Fresken von Paolo Pagani ausgemalt.[6] In der Apsis sind vier Ereignisse aus dem Leben des Hl. Martin, Patron der Kirche, dargestellt.
- Das „Museo Casa Paolo Pagani“ befindet sich in einem barocken ehemaligen Stadtpalais der Familie Pagani. Gezeigt werden Werke von Künstlern aus dem Valsolda vom 14. bis zum 19. Jahrhundert.[7][8]

## Persönlichkeiten
- Künstlerfamilie Paracca[9]
  - Gian Giacomo Paracca (* um 1520 in Castello; † nach 1584 ebenda ?), genannt il Valsoldo, Bildhauer in Genua zusammen mit Taddeo Carlone e Bernardino di Novo aus Lanzo d’Intelvi[10]
  - Giovanni Antonio Paracca genannt il Valsoldo (* 21. November 1546 in Castello; † 29. Oktober 1599 in Rom), Sohn von Andrea, Bildhauer in Genua und Rom[11]
  - Antonio Ludovico Paracca (1722–nach 1765) in Polen tätiger Architekt[12][13][14]

- Künstlerfamilie Pagani[15]
  - Giuseppe Carlo Antonio Pagani (1642–1695), Bildhauer[16]
  - Carlo Antonio Pagani (1674–1712), Sohn des Giuseppe Carlo Antonio, Bildhauer[17]
  - Paolo Pagani (1655–1716), Maler, Freskant
  - Pietro Paolo Pagani (1688–1739), Bruder des Carlo Antonio, Bildhauer

- Giovanni Merlini (um 1630–nach 1676), Stuckateur[18][19]
- Paolo Fontana (1696–1765), Architekt
- Domenico Merlini (1730–1797), Architekt
- Cesare Jamucci (1845–1934), Bildhauer, Maler[20].
- Carlo Forni (1895–1986), Maler, Glasmaler[21]